# Die letzten Gigolos
Die letzten Gigolos ist ein deutscher Dokumentarfilm von Stephan Bergmann. Der Film hatte seine Deutschlandpremiere am 8. Mai 2014 beim Filmkunstfest Mecklenburg-Vorpommern in Schwerin und seine internationale Premiere am 21. April 2015 beim Visions du Réel in Nyon. Der Kinostart war am 29. Januar 2015.

## Inhalt
Der Dokumentarfilm handelt von älteren Herren, die auf Kreuzfahrtschiffen als sogenannte Gentlemen Hosts tätig sind. Die Gentlemen alter Schule sind mit den besten Umgangsformen vertraut und werden von Agenturen an Kreuzfahrt-Reedereien vermittelt, damit interessierten Frauen der Aufenthalt an Bord verschönert wird. Zu ihren wesentlichen Aufgaben gehört es, als Tanzpartner für Damen zur Verfügung zu stehen, die allein reisen oder deren Partner Nichttänzer sind. Nebenbei erhoffen die Gigolos, auf diese Weise dem Rentneralltag zu entfliehen. Der Film porträtiert zwei etwa 70-jährige an Bord der „Deutschland“ und befragt sie zu den Themen Älterwerden und Sex. Dabei hinterfragt er auch ihre individuellen Vorstellungen von Glück.

## Kritik
Der Filmdienst urteilt, der Film porträtiert „formal spielerisch und humorvoll“ das Leben zweier „Gentleman Hosts“. Dabei „zeigt der beschwingte Einblick in den Mikrokosmos Kreuzfahrt nebenbei immer wieder auch die riesige Maschinerie, die den Luxus am Laufen hält“. Epd Film meint, „ohne herablassende Ironie, aber mit feinem Humor, wirft Regisseur Bergmann nicht nur Streiflichter auf Geschlechterbeziehungen im Alter“. Dabei „vermittelt er die kleinen Freuden des Lebens, das Sich-schön-Machen, das schwungvolle Tango-Schwofen, das Sonnenbaden im Liegestuhl: eine berückende, von unterschwelliger Melancholie durchzogene Leichtigkeit des Seins“.

## Auszeichnungen
- Deutsche Film- und Medienbewertung (FBW): Prädikat „besonders wertvoll“[5]